# 新海栄治

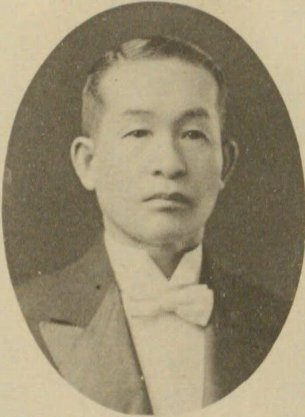
新海栄治

新海 栄治（しんかい えいじ、明治16年（1883年）8月16日） - 昭和44年（1969年）12月22日）は、甲府市長（官選第15代、17代）。号は為水。

## 略歴
山梨県北巨摩郡篠尾村（現在の北杜市小淵沢町）に、父「富栄」、母「こう」の長男として生まれる。明治35年（1902年）に山梨県立甲府中学校（現在の山梨県立甲府第一高等学校）を卒業後、大正6年（1917年）1月に家督を相続し、父親の経営した甲府市白木町の「港屋酒造店」を継承。大正7年（1918年）に甲府市会議員に当選し同年5月28日から昭和5年（1930年）5月27日まで在任し、大正15年（1926年）6月12日から昭和5年（1930年）5月27日まで甲府市会議長を務めている。
前任の成島治平市長が辞任してから2か月間、後任市長の選考委員会で推された候補者は元山梨県知事の長野幹など10人におよび、幾多の曲折を重ねた末、名取忠愛元市長の斡旋により甲府革新党の推した新海が大多数の支持を得て、昭和6年（1931年）8月21日の甲府市会において選任され、昭和6年（1931年）8月24日から昭和10年（1935年）10月まで第15代甲府市長を務め、後任の斉木逸造市長の任期満了後、昭和14年（1939年）9月12日から昭和18年（1943年）9月11日まで第17代甲府市長を務めている。
その後、第4回甲府市長選挙（昭和28年（1953年）2月10日）に立候補したが、現職の山本達雄市長の引退により4人が立候補する混戦となり、選挙戦4度目の挑戦となる鷹野啓次郎と元官選市長の新海との激しい競り合いとなり、630票の小差で新海は当選を逃している。